# Bryconinae
Bryconinae es una subfamilia de peces de agua dulce de la familia Bryconidae. Se encuentra subdividida en 3 géneros. Algunas de sus especies son denominadas comúnmente con el nombre de piraputangas, pirá pitáes o salmones de río. 

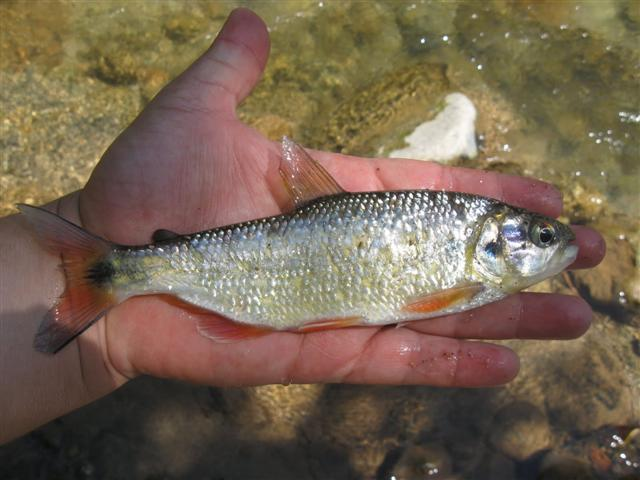
Brycon henni.

Habitan en lagunas, arroyos y ríos en regiones templado-cálidas y cálidas de América Central y del Sur, desde el sur de México hasta el centro-este de la Argentina. 

## Características y costumbres
La especie de mayor tamaño de esta subfamilia (Brycon orbignyanus) alcanza los 80 cm de longitud total.
Muchas de sus especies poseen un cuerpo fusiforme y musculoso, lo que le da un aspecto similar a las truchas o salmones verdaderos y, al igual que estos, también son destacado peces para la pesca deportiva, con notable capacidad de realizar grandes saltos fuera del agua, adaptación que les permite capturar su alimento en las ramas bajas de los árboles y arbustos de las riberas y también huir de los ataques de los dorados (Salminus). 

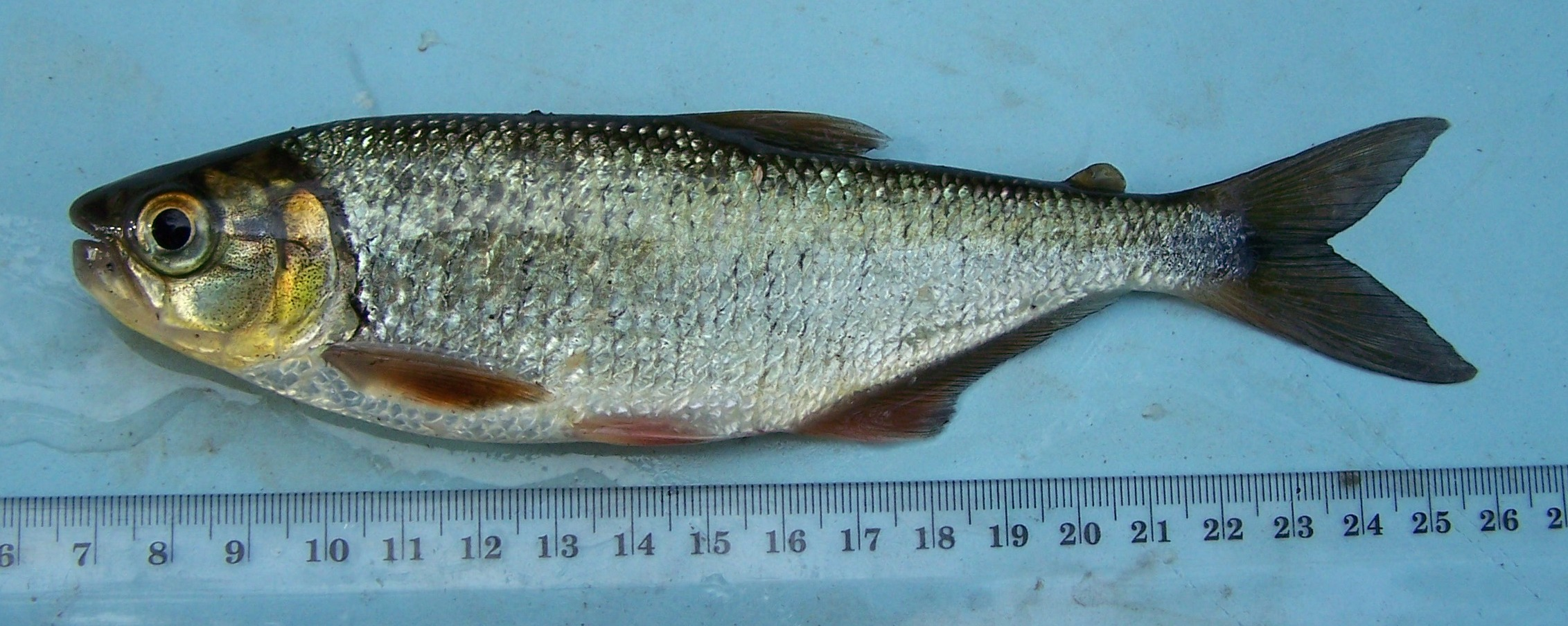
Brycon behreae.

Características de la Bryconinae son dos o más filas de dientes en el hueso medio de la maxila superior, un desdentado pterigoideo y dos filas de dientes en la mandíbula inferior. 

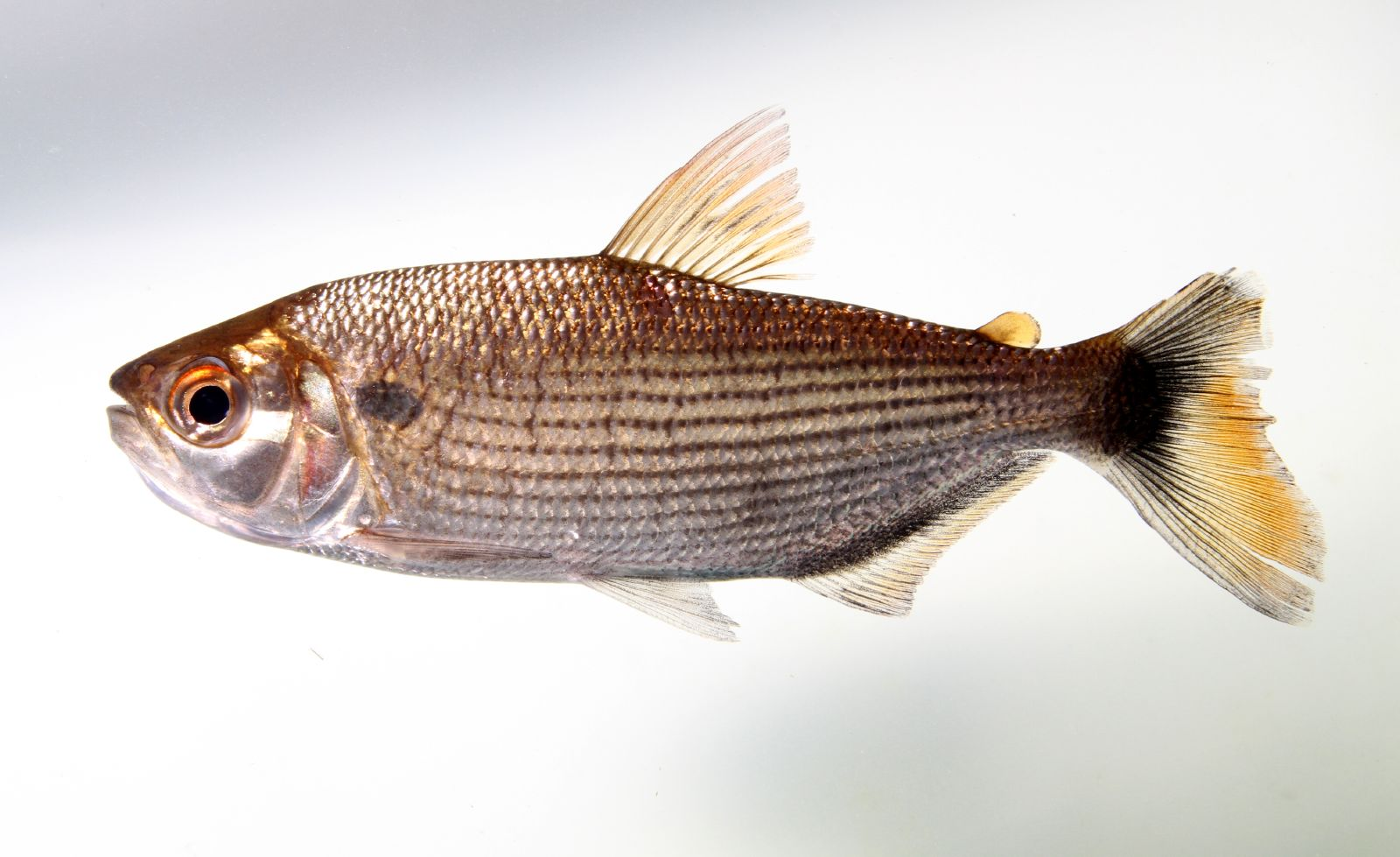
Brycon amazonicus.

## Taxonomía
Esta subfamilia fue descrita originalmente en el año 1912 por el ictiólogo estadounidense Carl H. Eigenmann. 
Géneros
Esta subfamilia se subdivide en 3 géneros:
- Brycon Müller & Troschel, 1844
- Chilobrycon Géry & de Rham, 1981
- Henochilus Garman, 1890